# Сен-Валери-сюр-Сом
Сен-Валери-сюр-Сом (фр. Saint-Valery-sur-Somme) — коммуна на севере Франции, регион О-де-Франс, департамент Сомма, округ Абвиль, кантон Абвиль-2. Расположена на левом берегу реки Сомма в месте её впадения в Ла-Манш, в 30 км к северо-западу от Абвиля, в 12 км от автомагистрали А16.
Население (2018) — 2 491 человек.

## История
Поселение на месте Сен-Валери появилось во времена римского господства в Галлии. В VII столетии здесь строится монастырь. В течение VIII и IX веком и монастырь, и поселение подвергались нападениям викингов. В XI веке в Сен-Валери собирал и готовил свой флот перед походом на Англию Вильгельм I Завоеватель. Впоследствии город не раз переходил из рук в руки у англичан, бургундцев и французов. В течение XV—XVII столетий город успешно развивался. Через порт шла интенсивная торговля, на экспорт вывозились вино и рыба. В то же время на хозяйственной жизни негативно сказались события Религиозных войн и Французской революции.

## Достопримечательности
- Башня, в которой содержалась в заключении Жанна д'Арк перед судом в Руане
- Морской шлюз, контролирующий поток воды из Соммы
- Готическая церковь Святого Мартина XV-XVIII веков
- Часовя Святого Валарика (Валери) 1880 года в стиле неоготика
- Развалины бенедиктинского аббатства Святого Валарика

## Экономика
Структура занятости населения:
- сельское хозяйство — 0,9 %
- промышленность — 4,3 %
- строительство — 2,5 %
- торговля, транспорт и сфера услуг — 40,1 %
- государственные и муниципальные службы — 52,2 %

Уровень безработицы (2017) — 17,6 % (Франция в целом — 13,4 %, департамент Сомма — 15,9 %). 

Среднегодовой доход на 1 человека, евро (2018) — 20 700 (Франция в целом — 21 730, департамент Сомма — 20 320).

## Демография
Динамика численности населения, чел.

## Администрация
Пост мэра Сен-Валери-сюр-Сома с 2020 года занимает Даниэль Шарерон (Daniel Chareyron).  На муниципальных выборах 2020 году победу одержал правый список во главе с многолетним мэром города Стефаном Оссулье (Stéphane Haussoulier), получивший в 1-м туре 66,47 % голосов. 10 июля Стефан Оссулье был переизбран мэром города, но в ноябре 2020 года ушел в отставку в связи с избранием его президентом Совета департамента Сомма. Новым мэром был избран его заместитель Даниэль Шарерон, а сам Оссулье получил пост первого вице-мэра Сен-Валери-сюр-Сома.
| Период | Период | Фамилия         | Партия                                                                               | Примечания                                                                                |
| ------ | ------ | --------------- | ------------------------------------------------------------------------------------ | ----------------------------------------------------------------------------------------- |
| 1965   | 1989   | Жильбер Готе    | Социалистическая партия                                                              | директор школы, член Генерального совета департамента, член Регионального совета Пикардии |
| 1989   | 2001   | Пьер Денгремон  | Союз за французскую демократию                                                       | врач, член Генерального совета департамента,                                              |
| 2001   | 2020   | Стефан Оссулье  | Союз за французскую демократию Союз за народное движение Республиканцы Разные правые | работник частной компании, член, президент Совета департамента                            |
| 2020   |        | Даниэль Шарерон |                                                                                      |                                                                                           |

## Города-побратимы
- Ронсе, Бельгия
- Баттл, Великобритания

## Интересно
В XIX—XX веках в Сен-Валери жили и работали многие известные личности — писатели Виктор Гюго, Жюль Верн, Анатоль Франс; художники — А.Сислей, Э.Дега. 

## Галерея

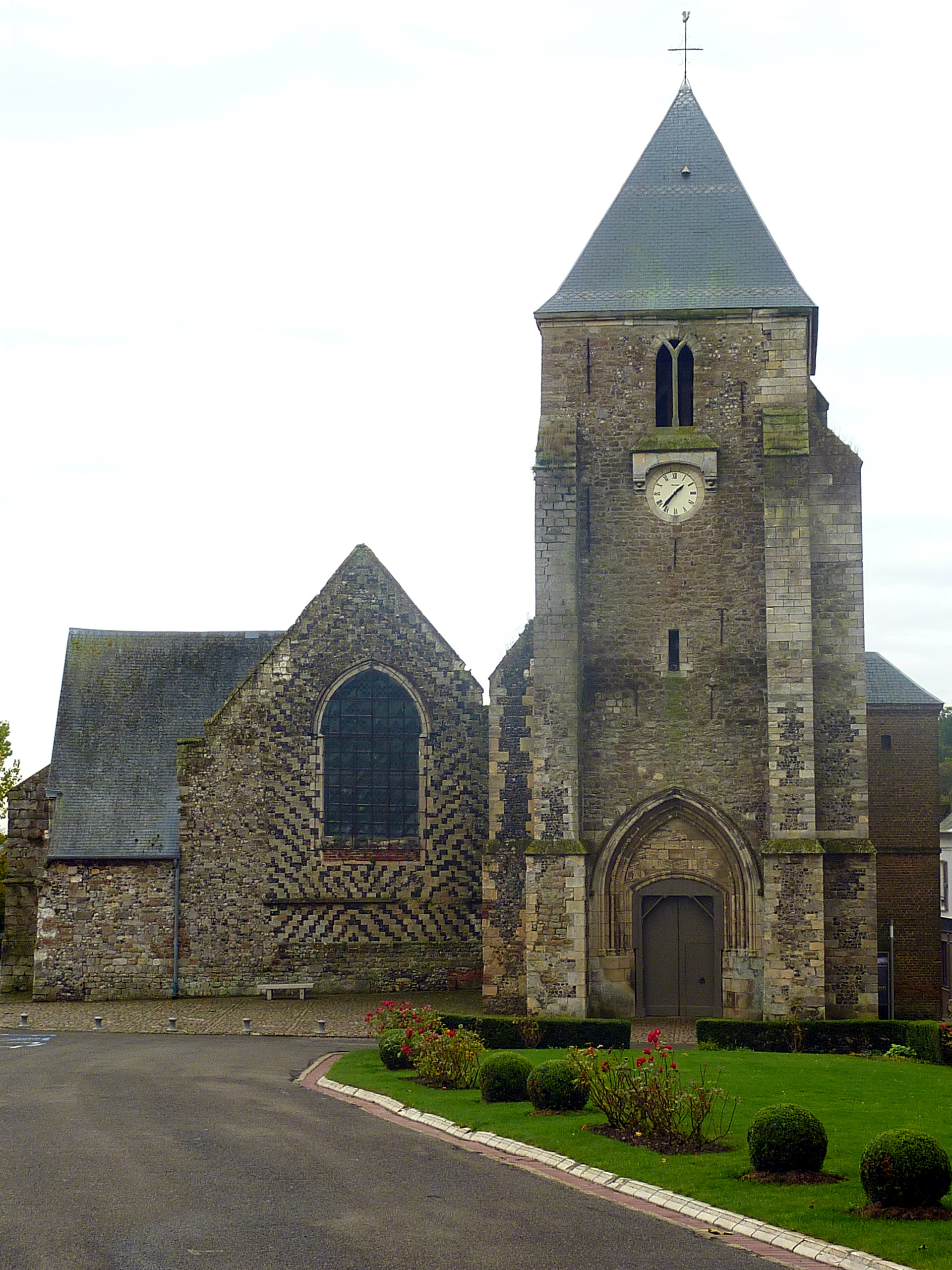
Церковь Святого Мартена
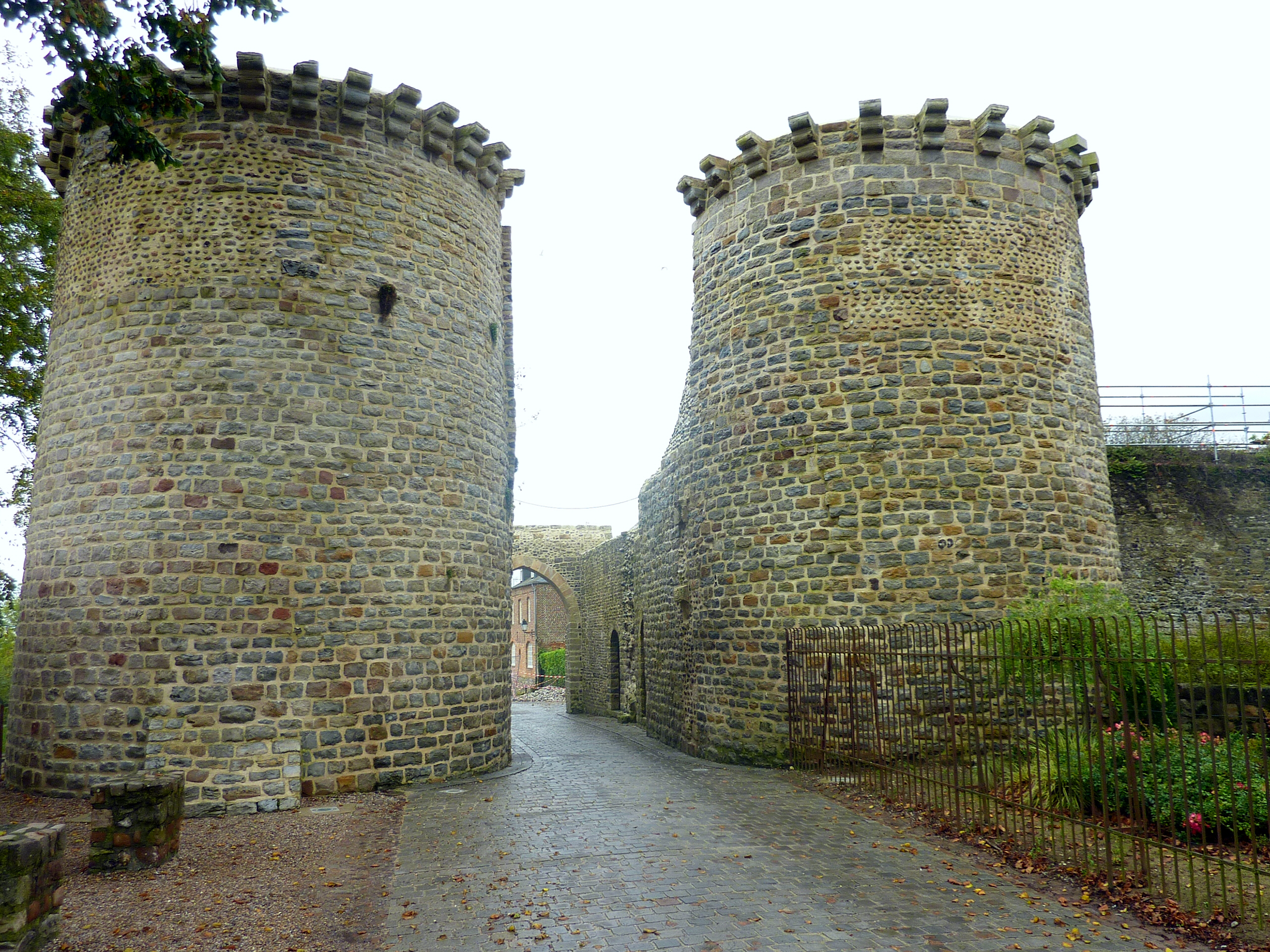
Башни Гильома
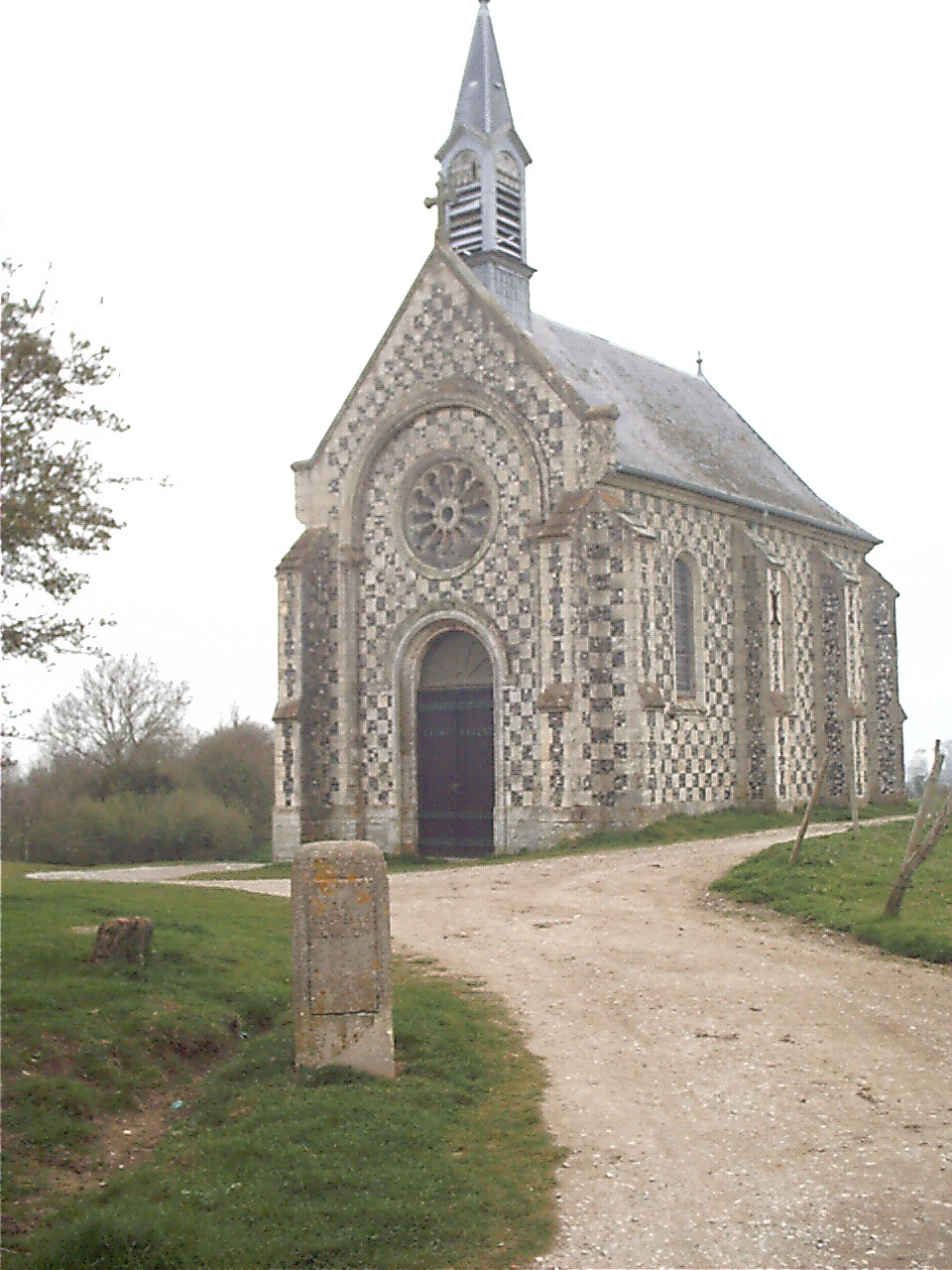
Часовня Святого Валарика
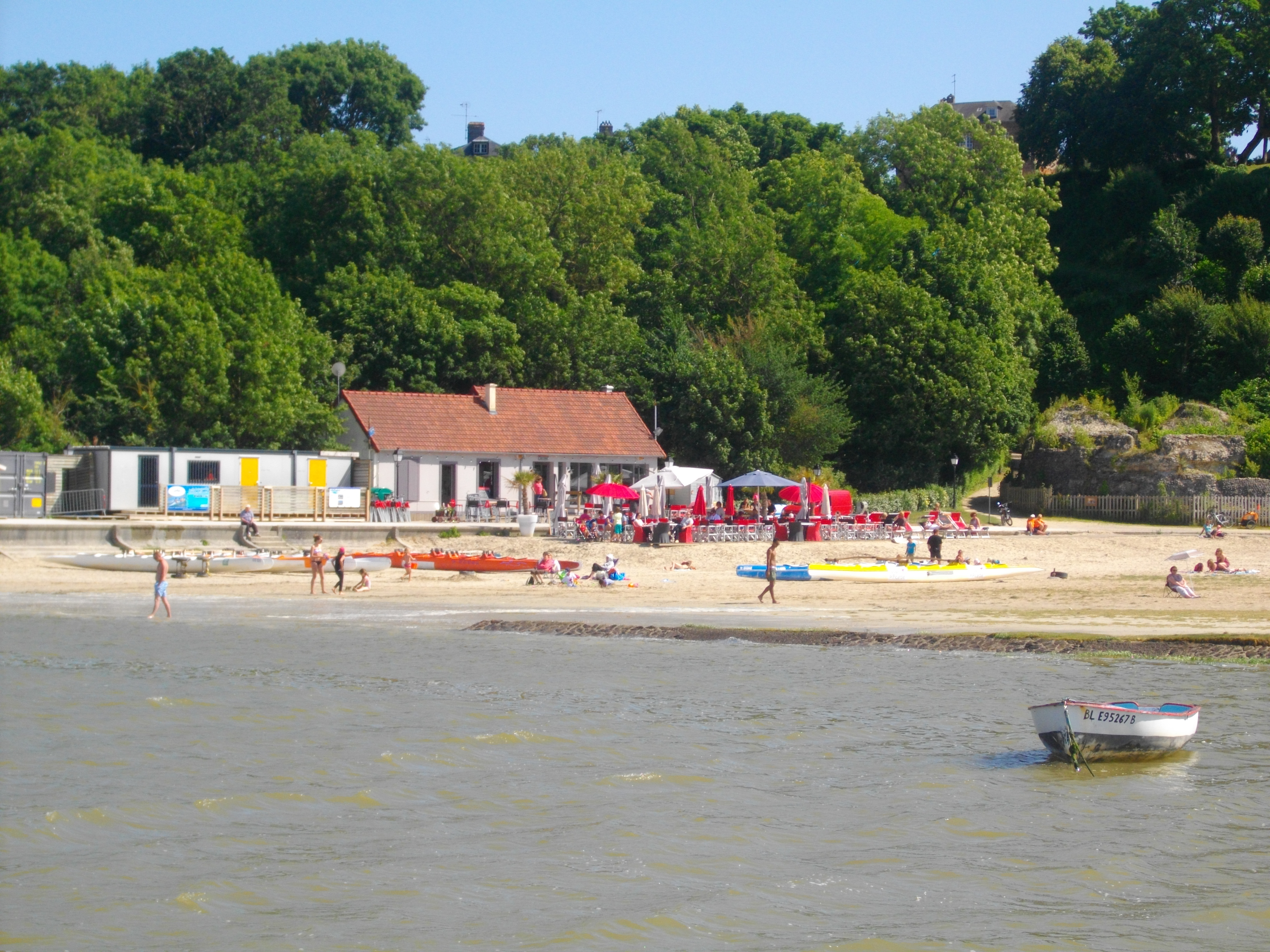
Пляж

1. 1 2  база данных о французских коммунах — Национальный географический институт Франции, 2015.